# Ambohimandroso (Antanifotsy)
Pour les articles homonymes, voir Ambohimandroso.

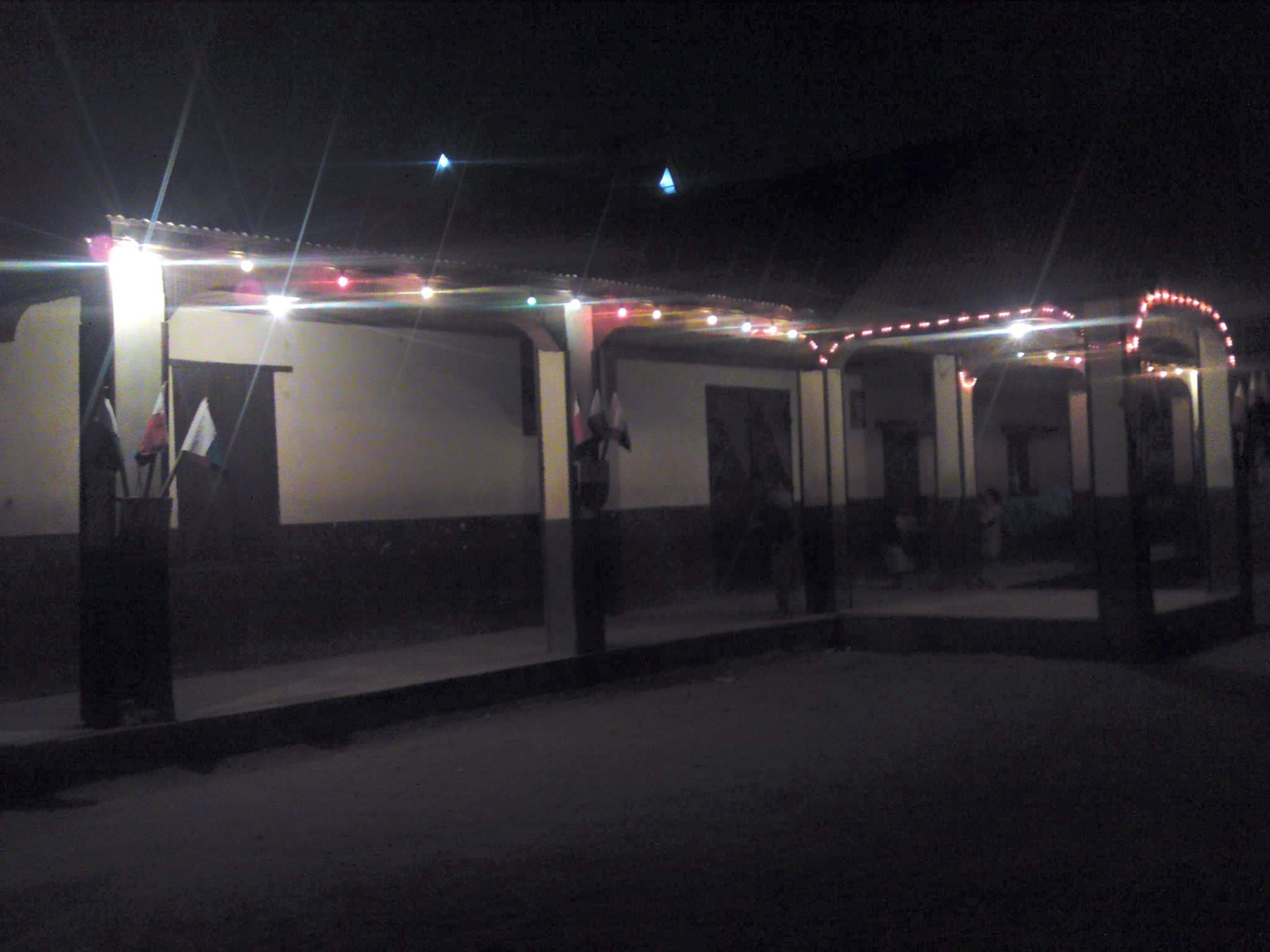
L'Hôtel de ville de nuit.
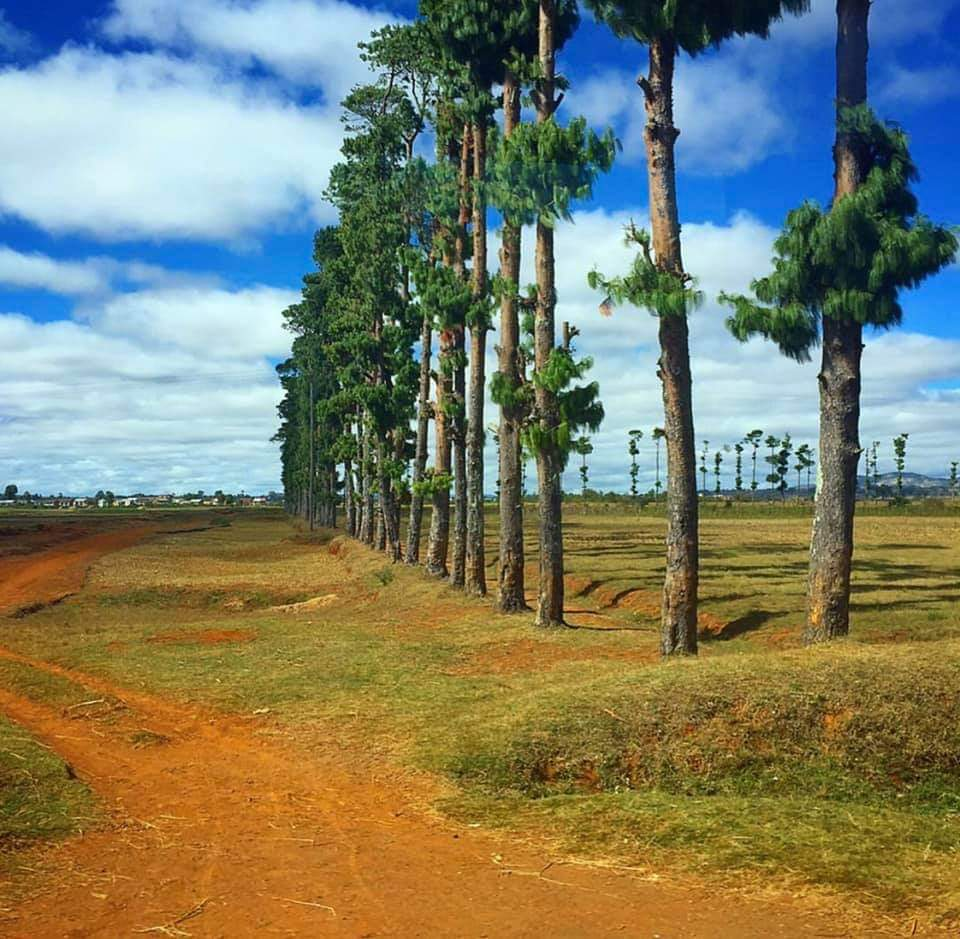
La haie de pin de Tetezambato.

Ambohimandroso est une commune rurale malgache du District d'Antanifotsy, située dans la partie est de la région Vakinankaratra, dans la province d'Antananarivo. Selon les prévisions établies en 2000, la population est de 23609 habitants et de 45 586 en 2019. La commune est le 11411 et le code de district est le 114

## Géographie
Liaison ferroviaire entre Antananarivo et Antsirabe, Ambohimandroso et sa gare. Traversé par la 7e route nationale, c'est un endroit populaire pour les déjeuner et les dîners des voyageurs des taxis-brousses et du réseau national. Ambohimandroso est une ville située sur un vaste plateau du massif d'Ankaratra. La plupart de ses zones rurales se situent sur des plaines.
- Au nord se trouve la commune d'Ambohipihaonana, du district d'Ambatolampy.
- À l'est se trouve la commune d'Antsahalava (district d'Antanifotsy).
- La municipalité d'Ambatotsipihana (district d'Antanifotsy) est située à l'ouest.
- Et Ampitatafika, la municipalité au sud (district d'Antanifotsy).

## Historique
Des voyageurs ont construit le village au début du 18e siècle. Ils ont fui leur village d'origine à cause de la maladie et se sont installés sur a pleine qu'ils appelaient à l'origine Ambodimaromioko. Le village est bâti Ambohimandroso à la suite de sa prospérité et précisément lors de la construction de la gare. On y trouve des monuments et des stèle en l'honneur et souvenir des bâtisseurs de la ville(Rainitsiory, Rafaralahimanga, Rabezara, Ramiarana et Andriampakatro, etc.).

## Économie
L'économie est basée sur l'agriculture fermière et artisanale à 50-75 %. Mais ce n'est que 7 % de la population qui applique le commerce à petit prix bordant la RN7.